# 899 TCN
899 TCN là một năm trong lịch La Mã.